# Gospodarka Mjanmy
Gospodarka Mjanmy – system gospodarstw domowych, rolnych, przedsiębiorstw, instytucji publicznych i prywatnych oraz usług na terenie państwa Mjanma. 

## Ogólna charakterystyka sytuacji gospodarczej
Mjanma to jedno z najuboższych państw Azji Południowo-Wschodniej. Produkt krajowy brutto na głowę mieszkańca liczony parytetem siły nabywczej wyniósł w 2019 r. 6244 USD, podczas gdy liczony kursem walutowym 1244 USD.
W latach 2013–2018 wzrost gospodarczy wyniósł średnio ok. 7% rocznie.
W rankingu „Doing Business 2020” Mjanma została sklasyfikowana na 165. pozycji na 190 badanych państw – najniżej ze wszystkich państw ASEAN.
W ramach Unijnego Ogólnego Systemu Preferencji Taryfowych (GSP) Mjanma sklasyfikowana została jako jedno z państw najsłabiej rozwiniętych (LDC) i cieszy się obecnie jednostronnym przywilejem bezcłowego dostępu do rynku unijnego, umożliwiającym eksport wszystkich towarów z wyjątkiem broni i amunicji (Everything But Arms).

## Główne sektory gospodarki
Rolnictwo odgrywa ważną rolę w gospodarce narodowej. Zatrudnienie w nim znajduje ok. 50% społeczeństwa i wytwarza wg różnych szacunków ok. 25–30% PKB. Charakteryzuje się małymi gospodarstwami rolnymi, niskimi zarobkami i niską wydajnością.
Długa, mierząca ok. 2,8 tys. km, linia brzegowa stwarza dobre warunki dla połowów morskich oraz hodowli krewetek. Występują również akweny wód śródlądowych, dzięki czemu rozwijane jest także rybołówstwo śródlądowe.
W zakresie produkcji przemysłowej, przoduje branża ropy i gazu, której produkty (głównie gaz ziemny) mają znaczący udział w eksporcie.
Ważnymi gałęziami są także: przemysł przetwórstwa spożywczego, włókienniczy i odzieżowy.
Ponadto ma miejsce wydobycie: miedzi, cyny, żelaza, niklu i innych metali.
Ważne dla gospodarki jest wydobycie kamieni szlachetnych i półszlachetnych, przede wszystkim jadeitu i rubinów.
Jednym z głównych wyzwań jest elektryfikacja kraju. Jedynie 40% domostw ma dostęp do elektryczności. Mjanma charakteryzuje się najniższym zużyciem energii elektrycznej per capita w całej Azji Południowo-Wschodniej.

## Handel zagraniczny
W 2018 r. do głównych towarów eksportowych Mjanmy należały gaz (3,23 mld USD), odzież (1 mld), ryż (0,92 mld), kamienie szlachetne i półszlachetne (0,89 mld), miedź i artykuły pochodne (0,82 mld) oraz cukier (0,77 mld).
Najważniejsze towary importowane to paliwa (3,8 mld USD), tkaniny (0,7 mld), artykuły spożywcze, pojazdy mechaniczne i artykuły medyczne.
Największymi partnerami handlowymi kraju są Chiny, Tajlandia, Indie, Japonia oraz Singapur.